# Meadows Place
Meadows Place è un comune (city) degli Stati Uniti d'America della contea di Fort Bend nello Stato del Texas. La popolazione era di 4 660 abitanti al censimento del 2010.

## Geografia fisica
Meadows Place è situata a 29°38′59″N 95°35′19″W (29.649599, -95.588747).
Secondo lo United States Census Bureau, la città ha una superficie totale di 2,44 km², dei quali 2,44 km² di territorio e 0 km² di acque interne (0% del totale).

## Storia
La città ha avuto iniziato con il Meadows Municipal Utility District, che fu istituito nel 1967, e le prime case furono costruite nel 1968. Al fine di evitare l'annessione a Houston, Meadows Place fu incorporata il 14 novembre 1983. Negli anni 1990, Meadows Place possedeva un certo numero di negozi e un teatro situato in un grande centro commerciale. Nel 1990 la popolazione era di 4 606 abitanti.

## Società

### Evoluzione demografica
Secondo il censimento del 2010, c'erano 4 660 abitanti.

### Etnie e minoranze straniere
Secondo il censimento del 2010, la composizione etnica della città era formata dal 65,13% di bianchi, il 9,27% di afroamericani, lo 0,56% di nativi americani, il 17,3% di asiatici, lo 0,11% di oceanici, il 4,46% di altre razze, e il 3,18% di due o più etnie. Ispanici o latinos di qualunque razza erano il 18,18% della popolazione.